# Austrolimnophila ecalcarata
Austrolimnophila ecalcarata är en tvåvingeart som först beskrevs av Edwards 1933.  Austrolimnophila ecalcarata ingår i släktet Austrolimnophila och familjen småharkrankar. Inga underarter finns listade i Catalogue of Life.